# Tornai vértő
Az Aggteleki Nemzeti Park kiemelkedő értéke a tornai vértő, mely kizárólag a Gömör–Tornai-karszt néhány pontján fordul elő. Ennek az észak-kárpáti bennszülött növényfajnak a teljes világállománya kizárólag a Tornai-várhegyen és az Alsó-hegy déli lejtőjén, a sziklagyep- és karsztbokorerdőfoltok alkotta mozaik nyíltabb részein találhatóak. A Jávorka Sándor magyar botanikus által 1906-ban felfedezett vértő veszélyeztetettsége és ritkasága miatt szerepel a világ féltve őrzött növényfajait összefoglaló vörös listán, melynek állományait napjainkban sajnos a kopárfásítások idején betelepített feketefenyő és bálványfa terjedése veszélyezteti.

## Leírása
Alacsony szárú (15–30 cm) tőlevélrózsás, sűrűn serteszőrős évelő növény.
Szára nem elágazó, vagy kevés (2-3) ágú, igen sok (15-35) szárlevéllel. A 2–4 cm hosszú, és legfeljebb 5 mm széles levelek hegyesedők, a rásimuló szőrzettől szürkészöldek, szélük visszahajló.
Citromsárga pártája 1,5–2 cm hosszú, legalább még egyszer akkora, mint a csésze.
Július-szeptember eleje között virágzik.
Az európai Vörös Könyvben a kontinens 100 legritkább növénye közt szerepel.
Hazai rokonaitól kisebb, törékenyebb termete, kisebb tőlevélrózsája és a csészéhez képest hosszabb virágai alapján jól megkülönböztethető.